# Drosophila ocampoae
Drosophila ocampoae är en tvåvingeart som beskrevs av Ruiz-fiegalan 2003. Drosophila ocampoae ingår i släktet Drosophila och familjen daggflugor.
Artens utbredningsområde är Filippinerna.